# Siri Tornée
Siri Ingeborg Tornée, född 27 december 1887 i Simrishamn, död 18 augusti 1959 i Norrköping, var en svensk målare och teckningslärare.
Hon var dotter till stadsfiskalen Per Tornée och Christina Fröberg. Efter avslutad skolgång vid Karlskrona högre läroverk för flickor studerade hon vid Högre konstindustriella skolan i Stockholm där hon utexaminerades som teckningslärare 1911; hon fortsatte därefter sina studier i Köpenhamn 1912–1917. Efter studierna arbetade hon som teckningslärare i Lysekil, Malmö, Trollhättan innan hon fick tjänsten som teckningslärare vid Kommunala mellanskolan i Norrköping 1924 där hon var verksam fram till sin pension 1952. Hon medverkade i ett flertal samlingsutställningar i Jönköping, Lund och Lysekil. Under sin tid i Köpenhamn utgav hon boken Sydda spetsar 1914 som senare utgavs i en svensk utgåva.